# Lato Zet i Dwójki 2015
Lato Zet i Dwójki 2015 – piąta edycja trasy koncertowej „Lato Zet i Dwójki”, składającej się z ośmiu otwartych koncertów w Kołobrzegu (dwukrotnie), Słubicach, Toruniu, Gdańsku, Łodzi, Koszalinie i Uniejowie. Siedem z nich transmitowanych było na żywo przez TVP2. Trasę poprowadzili Tomasz Kammel, Halina Mlynkova, Damian Michałowski oraz Kamil Nosel z Radia Zet. W Koszalinie prowadzącym gościnnie towarzyszył Piotr Bałtroczyk.
Koncert inauguracyjny trasy odbył się 27 czerwca w Kołobrzegu, zaś ostatni miał miejsce 23 sierpnia w Uniejowie. Była to największa radiowo-telewizyjna trasa koncertowa w 2015 roku w Polsce, na której wystąpiło łącznie kilkudziesięciu artystów. Producentem wykonawczym trasy była Grupa Eurozet, partnerem strategicznym Virgin Mobile, a patronem medialnym gazeta codzienna Fakt.
Wstęp na koncerty był wolny. Za każdym razem w czasie koncertu trwało esemesowe głosowanie na najlepszy występ, a laureat na sam koniec konkursu ponownie wykonywał zwycięski utwór. Laureatami poszczególnych dni konkursowych zostali: dwukrotnie Sarsa („Naucz mnie”), Pectus („Barcelona”), Sylwia Grzeszczak („Księżniczka”, „Pożyczony” oraz „Małe rzeczy”), Andrzej Piaseczny („Chodź, przytul, przebacz”), Najlepszy Przekaz w Mieście i Aleksandra Andrukajtis („Zawsze do celu”) oraz LemON („Scarlett”).

## Kołobrzeg, 27 czerwca 2015
Koncert nie był transmitowany w telewizji. Tego dnia wystąpili wyłącznie Sidney Polak, Ryszard Rynkowski oraz debiutująca na letniej trasie koncertowej Ania Dąbrowska.

## Kołobrzeg, 28 czerwca 2015
Pierwszy transmitowany na żywo w TVP2 koncert trasy koncertowej „Lato Zet i Dwójki 2015” miał miejsce 28 czerwca 2015 roku w Kołobrzegu. Scena znajdowała się na plaży nieopodal Kamiennego Szańca przy ul. Sułkowskiego. Całość koncertu prowadził Tomasz Kammel, któremu towarzyszyła Halina Mlynkova, Damian Michałowski i Kamil Nosel. W czasie jego trwania, widzowie w głosowaniu sms-owym przyznawali nagrodę za najlepszy występ, którą ostatecznie zdobyła Sarsa za wykonanie utworu „Naucz mnie”. Wyróżnienie ogłosił prezydent Kołobrzegu Janusz Gromek. Gościem specjalnym koncertu była Edyta Górniak, która zaprezentowała premierowo utwór „Oczyszczenie” oraz wykonała single „Impossible” i „Your High”. Wokalistce towarzyszył na scenie duet producencki Piotr Pacak oraz Michał Nocny, tworzący formację Dustplastic.
Z okazji 25. urodzin Radia Zet prowadzący koncert zapowiedzieli, iż podczas całej trasy koncertowej słuchacze będą wybierać przebój 25-lecia.
Kamil Nosel wykonał skok w ubraniu do morza, będący zadaniem do wykonania w zamian za zgromadzenie ponad 50 000 lajków na profilu facebookowym trasy koncertowej. Wokalistka Joanna Czarnecka postanowiła dołączyć do akcji prowadzącego i także wykonać skok w przypadku osiągnięcia wyniku ponad 60 000 lajków, co też uczyniła.

### Wykonania konkursowe
| Lp. | Artysta                | Piosenka                             | Źródło |
| --- | ---------------------- | ------------------------------------ | ------ |
| 1.  | Red Lips               | „To co nam było”                     | [ 15 ] |
| 2.  | John Mamann feat. Kika | „Love Life”                          | [ 15 ] |
| 3.  | Ania Dąbrowska         | „Nigdy więcej nie tańcz ze mną”      | [ 15 ] |
| 4.  | Ryszard Rynkowski      | „Dziewczyny lubią brąz”              | [ 15 ] |
| 5.  | Ryszard Rynkowski      | „Ten typ tak ma”                     | [ 15 ] |
| 6.  | Maryla Rodowicz        | „Małgośka”                           | [ 15 ] |
| 7.  | Maryla Rodowicz        | „Wszyscy chcą kochać”                | [ 15 ] |
| 8.  | Maryla Rodowicz        | „Pełnia”                             | [ 15 ] |
| 9.  | Halina Mlynkova        | „W kinie, w Lublinie”                | [ 5 ]  |
| 10. | Halina Mlynkova        | „Zabiorę Cię”                        | [ 5 ]  |
| 11. | Sarsa                  | „Naucz mnie”                         | [ 5 ]  |
| 12. | Ania Dąbrowska         | „Charlie, Charlie”                   | [ 5 ]  |
| 13. | Michał Szyc            | „Iris” (cover zespołu Goo Goo Dolls) | [ 5 ]  |
| 14. | Michał Szyc            | „Noc i dzień”                        | [ 5 ]  |

## Słubice, 5 lipca 2015
Drugi transmitowany na żywo w TVP2 koncert trasy koncertowej „Lato Zet i Dwójki 2015” miał miejsce 5 lipca 2015 roku w Słubicach. Scena znajdowała się na stadionie Słubickiego Ośrodka Sportu i Rekreacji przy ul. Sportowej 1. Imprezę prowadzili Tomasz Kammel, Damian Michałowski i Kamil Nosel. W czasie trwania koncertu, widzowie w głosowaniu sms-owym przyznawali nagrodę za najlepszy występ, którą ostatecznie zdobył zespół Pectus za wykonanie utworu „Barcelona”. Wyróżnienie ogłosił prezydent Słubic Tomasz Ciszewicz. Podczas imprezy grupa otrzymała także tort za 10 lat istnienia na polskim rynku muzycznym i zapowiedziała nagranie albumu z kobiecymi duetami.
Gościem specjalnym koncertu była ukraińska piosenkarka Dżamała, która wykonała utwór „Thank You”.
Kamil Nosel wykonał depilację rąk, będącą zadaniem do wykonania w zamian za zgromadzenie ponad 100 000 lajków na profilu facebookowym trasy koncertowej. Wokalista Rafał Brzozowski postanowił dołączyć do akcji prowadzącego i także wykonać depilację w przypadku osiągnięcia wyniku ponad 130 000 lajków, jednak takiego rezultatu nie osiągnięto.

### Wykonania konkursowe
| Lp. | Artysta           | Piosenka                                               | Źródło |
| --- | ----------------- | ------------------------------------------------------ | ------ |
| 1.  | Rafał Brzozowski  | „Tak blisko”                                           | [ 17 ] |
| 2.  | Donatan i Cleo    | „Brać” / „My Słowianie”                                | [ 17 ] |
| 3.  | Pectus            | „Barcelona”                                            | [ 17 ] |
| 4.  | Video             | „Bella”                                                | [ 17 ] |
| 5.  | Video             | „Wszystko jedno”                                       | [ 17 ] |
| 6.  | Varius Manx       | „Zanim zrozumiesz”                                     | [ 17 ] |
| 7.  | Łukasz Zagrobelny | „Życie na czekanie”                                    | [ 17 ] |
| 8.  | Sidney Polak      | „Otwieram wino”                                        | [ 17 ] |
| 9.  | Loka              | „Prawdziwe powietrze”                                  | [ 6 ]  |
| 10. | Rafał Brzozowski  | „Nie mam nic”                                          | [ 6 ]  |
| 11. | Rafał Brzozowski  | „Magiczne słowa” (cover zespołu Ziyo)                  | [ 6 ]  |
| 12. | Pectus            | „Highway” / „To, co chciałbym Ci dać” / „Jeden moment” | [ 6 ]  |
| 13. | Donatan i Cleo    | „Cicha woda”                                           | [ 6 ]  |
| 14. | Varius Manx       | „Piosenka księżycowa”                                  | [ 6 ]  |
| 15. | Łukasz Zagrobelny | „Tylko z Tobą chce być sobą”                           | [ 6 ]  |
| 16. | Aleksandra Nizio  | „Livin’ on a Prayer” (cover zespołu Bon Jovi)          | [ 6 ]  |

## Toruń, 12 lipca 2015
Trzeci transmitowany na żywo w TVP2 koncert trasy koncertowej „Lato Zet i Dwójki 2015” miał miejsce 12 lipca 2015 roku w Toruniu. Scena znajdowała się na terenie stadionu żużlowego Motoarena Toruń przy ul. Pera Jonssona 7. Imprezę prowadzili Tomasz Kammel, Damian Michałowski i Kamil Nosel. W czasie trwania koncertu, widzowie w głosowaniu sms-owym przyznawali nagrodę za najlepszy występ, którą ostatecznie zdobyła Sylwia Grzeszczak za wykonany medley utworów „Księżniczka”, „Pożyczony” oraz „Małe rzeczy”. Wyróżnienie ogłosił wiceprezydent Torunia Zbigniew Fiderewicz, w zastępstwie za prezydenta Michała Zaleskiego.
Gościem specjalnym koncertu była Kasia Cerekwicka, która wykonała utwory „Na kolana” oraz „Między słowami”.
Kamil Nosel odbył jazdę żużlowym motocyklem, będącą zadaniem do wykonania w zamian za zgromadzenie ponad 135 000 lajków na profilu facebookowym trasy koncertowej. Prowadzący Tomasz Kammel otrzymał w trakcie trwania koncertu toruńskie pierniki i tort z okazji obchodzonych w tym dniu czterdziestych czwartych urodzin.

### Wykonania konkursowe
| Lp. | Artysta              | Piosenka | Źródło |
| --- | -------------------- | --- | ------ |
| 1.  | Grzegorz Hyży        | „Na chwilę” | [ 20 ] |
| 2.  | Ewa Farna            | „Znak” | [ 20 ] |
| 3.  | Ewa Farna            | „Tajna misja” | [ 20 ] |
| 4.  | Bracia               | „Wierzę w lepszy świat” | [ 20 ] |
| 5.  | Bracia               | „Niepisane” | [ 20 ] |
| 6.  | Natalia Szroeder     | „I Wanna Dance with Somebody (Who Loves Me)” (cover Whitney Houston)                                                                           | [ 20 ] |
| 7.  | Papa D               | „Ordynarny faul” / „Pocztówka z wakacji” / „Kamikaze wróć!” / „Naj story” / „O-la-la” / „Ocean wspomnień” / „Maxi singiel” / „Nasz Disneyland” | [ 20 ] |
| 8.  | Brathanki            | „Czerwone korale” | [ 20 ] |
| 9.  | Ewa Farna            | „Ewakuacja” | [ 7 ]  |
| 10. | Grzegorz Hyży        | „Pusty dom” / „Wstaję” | [ 7 ]  |
| 11. | Sylwia Grzeszczak    | „Księżniczka” / „Pożyczony” / „Małe rzeczy” | [ 7 ]  |
| 12. | Ewelina Lisowska     | „W stronę słońca” | [ 7 ]  |
| 13. | Brathanki            | „Siebie dam po ślubie” | [ 7 ]  |
| 14. | Natalia Szroeder     | „Wszystkiego na raz” | [ 7 ]  |
| 15. | Agnieszka Twardowska | „Crazy” (cover zespołu Gnarls Barkley) | [ 7 ]  |

## Gdańsk, 19 lipca 2015
Czwarty transmitowany na żywo w TVP2 koncert trasy koncertowej „Lato Zet i Dwójki 2015” miał miejsce 19 lipca 2015 roku w Gdańsku. Scena znajdowała się na terenie Placu Zebrań Ludowych. Imprezę prowadzili Halina Mlynkova, Damian Michałowski i Kamil Nosel. W czasie trwania koncertu, widzowie w głosowaniu sms-owym przyznawali nagrodę za najlepszy występ, którą ostatecznie zdobył Andrzej Piaseczny za wykonanie utworu „Chodź, przytul, przebacz”. Wyróżnienie ogłosił prezydent Gdańska Paweł Adamowicz.
Podczas koncertu zespół IRA został wyróżniony złotą płytą za album Akustycznie Live. Artur Gadowski zapowiedział powstanie nowej płyty, którą promuje utwór „Wybacz”.
Impreza odbyła się w ramach równocześnie trwającego festiwalu „Gdańsk Dźwiga Muzę”, w trakcie którego przyznano główną nagrodę w kategorii popping dla kanadyjczyka Maxima Greena z Montrealu. Gościem specjalnym koncertu była Ewa Farna, która wykonała utwory „Ewakuacja” oraz „Rutyna”.
Kamil Nosel w zamian za każde dodatkowe 5 000 lajków na profilu facebookowym trasy koncertowej zobowiązał się do zjedzenia ślimaków. Ostatecznie miał do skonsumowania cztery sztuki. Grzegorz Skawiński i Waldemar Tkaczyk z zespołu Kombii zaproponowali dziennikarzowi pomoc w jedzeniu, gdyby okazało się to dla niego problemem.

### Wykonania konkursowe
| Lp. | Artysta                   | Piosenka                            | Źródło |
| --- | ------------------------- | ----------------------------------- | ------ |
| 1.  | Kombii                    | „Pokolenie”                         | [ 24 ] |
| 2.  | Kasia Popowska            | „Lecę tam” / „Przyjdzie taki dzień” | [ 24 ] |
| 3.  | Andrzej Piaseczny         | „Rysowane tobie”                    | [ 24 ] |
| 4.  | Andrzej Piaseczny         | „Kalejdoskop szczęścia”             | [ 24 ] |
| 5.  | IRA                       | „Parę chwil”                        | [ 24 ] |
| 6.  | IRA                       | „Wybacz”                            | [ 24 ] |
| 7.  | Kombii                    | „Nasze rendez-vous”                 | [ 24 ] |
| 8.  | Kombii                    | „Sen się spełni”                    | [ 24 ] |
| 9.  | Poparzeni Kawą Trzy       | „Byłaś dla mnie wszystkim”          | [ 8 ]  |
| 10. | Perfect                   | „Chcemy być sobą”                   | [ 8 ]  |
| 11. | Perfect                   | „Autobiografia”                     | [ 8 ]  |
| 12. | Perfect                   | „Wszystko ma swój czas”             | [ 8 ]  |
| 13. | Andrzej Piaseczny         | „Chodź, przytul, przebacz”          | [ 8 ]  |
| 14. | Szymon Wydra & Carpe Diem | „Teraz wiem”                        | [ 8 ]  |
| 15. | Marie Napieralska         | „One” (cover zespołu U2)            | [ 8 ]  |

## Łódź, 26 lipca 2015
Piąty transmitowany na żywo w TVP2 koncert trasy koncertowej „Lato Zet i Dwójki 2015” miał miejsce 26 lipca 2015 roku w Łodzi. Koncert odbył się w Manufakturze przy ul. Drewnowskiej 58. W czasie jego trwania, widzowie w głosowaniu sms-owym przyznawali nagrodę za najlepszy występ, którą ostatecznie zdobyła Sarsa za wykonanie utworu „Naucz mnie”. Gościem specjalnym koncertu był Kielich, który wykonał cover zespołu OMD „Enola Gay” oraz singel „Lepiej już nie będzie nam”. Koncert poprowadził Damian Michałowski z Haliną Mlynkovą. W trakcie wydarzenia ogłoszono wyniki wcześniej zorganizowanego konkursu „Dzień Dobry Bardzo” na stronie internetowej radiozet.pl, w którym do wygrania była gitara Jana Borysewicza. Zadaniem uczestnika było zaśpiewać fragment refrenu piosenki „Mniej niż zero”. Zwycięzcą okazał się Zbigniew ze Szczecina, który w towarzystwie żony Sylwii oraz dwóch córek odebrał z rąk gitarzysty nagrodę oraz najnowszy album Akustycznie zespołu Lady Pank.
Podczas koncertu Anna Wyszkoni otrzymała podwójną platynową płytę za album Życie jest w porządku, a zespół Sound’n’Grace został wyróżniony złotą płytą za album Atom. Aleksander Klepacz ogłosił premierowe wykonanie najnowszego utworu Formacji Nieżywych Schabuff „Bursztyn”, zapowiadającego ich najnowsze nadchodzące wydawnictwo. Halina Mlynkova dodała, iż w najbliższym tygodniu po premierowym wykonaniu utworu zostanie zaprezentowany także teledysk do piosenki.
Kamil Nosel wykonał skok w publiczność na pontonie, co było zadaniem do wykonania w zamian za zgromadzenie ponad 200 000 lajków na profilu facebookowym trasy. 

### Wykonania konkursowe
| Lp. | Artysta                     | Piosenka | Źródło |
| --- | --------------------------- | --- | ------ |
| 1.  | Formacja Nieżywych Schabuff | „Lato” | [ 27 ] |
| 2.  | Anna Wyszkoni               | „Czy ten pan i pani”                                                                                            | [ 27 ] |
| 3.  | Anna Wyszkoni               | „Zapytaj mnie o to, kochany”                                                                                    | [ 27 ] |
| 4.  | Sarsa                       | „Naucz mnie” | [ 27 ] |
| 5.  | Tatiana Okupnik             | „Can’t Get You Out of My Head” (cover Kylie Minogue) / „Do nieba, do piekła” / „Don’t Hold Back” / „Spider Web” | [ 27 ] |
| 6.  | Lady Pank                   | „Zostawcie Titanica”                                                                                            | [ 27 ] |
| 7.  | Lady Pank                   | „Zawsze tam, gdzie ty”                                                                                          | [ 27 ] |
| 8.  | Lady Pank                   | „Mniej niż zero”                                                                                                | [ 27 ] |
| 9.  | Sound’n’Grace               | „Dach” | [ 4 ]  |
| 10. | Feel                        | „A gdy jest już ciemno”                                                                                         | [ 4 ]  |
| 11. | Feel                        | „Jak anioła głos”                                                                                               | [ 4 ]  |
| 12. | Formacja Nieżywych Schabuff | „Ławka” | [ 4 ]  |
| 13. | Formacja Nieżywych Schabuff | „Bursztyn” | [ 4 ]  |
| 14. | Tatiana Okupnik             | „Blizna” | [ 4 ]  |
| 15. | Sound’n’Grace               | „Stay with Me” (cover Sama Smitha)                                                                              | [ 4 ]  |

## Koszalin, 16 sierpnia 2015
Szósty transmitowany na żywo w TVP2 koncert trasy koncertowej „Lato Zet i Dwójki 2015” miał miejsce 16 sierpnia 2015 roku w Koszalinie. Koncert odbył się na deskach Amfiteatru im. Ignacego Jana Paderewskiego. Podczas imprezy pięciu przedstawicieli polskiej muzyki rozrywkowej wystąpiło na scenie wspólnie z debiutującymi wokalistami, którzy rywalizowali o statuetkę festiwalu „Na Fali” oraz nagrodę pieniężną w wysokości 5 000 złotych. Muzyczni amatorzy do duetów zostali wyłonieni w drodze castingu. Pośród biorących udział w konkursie debiutantów znalazła się między innymi Aldona Śleboda znana jako Lucky, która miesiąc wcześniej wydała swój debiutancki singel „Mimochodem” promowany teledyskiem ze specjalnym udziałem Rafała Maślaka. W czasie trwania koncertu, widzowie w głosowaniu sms-owym przyznawali nagrodę za najlepszy występ, którą ostatecznie zdobył zespół Najlepszy Przekaz w Mieście wykonujący wspólnie z Aleksandrą Andrukajtis utwór „Zawsze do celu”. Koncert poprowadzili Halina Mlynkova, Damian Michałowski oraz Kamil Nosel, a gościnnie towarzyszył im Piotr Bałtroczyk.
Wydarzenie otworzył występ laureatów ubiegłorocznej edycji konkursu, Karoliny Nawrockiej oraz Igora Herbuta z grupą LemON, którzy wykonali utwór „Wkręceni – Nie ufaj mi”. Podczas trwania konkursu zespół LemON wykonał także premierowo utwór „Spójrz”, będący wówczas najnowszym singlem promującym album Scarlett.
Poza częścią konkursową, goście specjalni wystąpili również solo, wykonując własne kompozycje bądź covery. Swoje utwory zaprezentowali: Red Lips („Hej Joe!” oraz cover Joan Jett i The Blackhearts „I Love Rock ’n’ Roll”), Sound’n’Grace („Na pewno”), De Mono („Mija mnie czas”), Anna Wyszkoni („Wiem, że jesteś tam”) oraz Najlepszy Przekaz w Mieście („Bawmy się!”). W trakcie koncertu wystąpił także zespół Afromental, który wykonał wydany na albumie Mental House utwór „Return of the Caveman”.
Gwiazdą wieczoru była Beata Kozidrak z zespołem Bajm, której prezydent Koszalina Piotr Jedliński przyznał statuetkę „Bursztynowej Fali”. Wokalistka zaśpiewała „Dwa serca, dwa smutki”, „Co mi Panie dasz” oraz „O Tobie”. Piosenkarka zapowiedziała ponadto wydanie w nadchodzącym czasie swojej trzeciej solowej płyty.
Kamil Nosel w zamian za każde dodatkowe 5 000 lajków na profilu facebookowym trasy koncertowej zakładał na siebie kurtki oraz futra.

### Wykonania konkursowe
| Lp. | Artysta                                              | Piosenka               | Źródło |
| --- | ---------------------------------------------------- | ---------------------- | ------ |
| 1.  | Red Lips i Tomasz Karc                               | „To co nam było”       | [ 9 ]  |
| 2.  | Sound’n’Grace i Paula Brzóska                        | „Dach”                 | [ 9 ]  |
| 3.  | De Mono i Lucky                                      | „Póki na to czas”      | [ 9 ]  |
| 4.  | Anna Wyszkoni i Klaudia Wieczorek                    | „Biegnij przed siebie” | [ 9 ]  |
| 5.  | Najlepszy Przekaz w Mieście i Aleksandra Andrukajtis | „Zawsze do celu”       | [ 9 ]  |

## Uniejów, 23 sierpnia 2015
Ostatni, siódmy transmitowany na żywo w TVP2 koncert trasy koncertowej „Lato Zet i Dwójki 2015” miał miejsce 23 sierpnia 2015 roku w Uniejowie. Scena znajdowała się pod termami przy ul. Zamkowej 3/5. W czasie trwania koncertu, widzowie w głosowaniu sms-owym przyznawali nagrodę za najlepszy występ, którą ostatecznie zdobył zespół LemON za wykonanie utworu „Scarlett”. Wyróżnienie ogłosił marszałek województwa łódzkiego Witold Stępień. Koncert poprowadzili Halina Mlynkova, Tomasz Kammel, Damian Michałowski oraz Kamil Nosel. Imprezę rozpoczęła Ewelina Lisowska, która tego dnia obchodziła urodziny. Podczas koncertu ogłoszono wyniki plebiscytu na przebój 25-lecia Radia Zet, który także wygrała grupa LemON z utworem „Scarlett”. Nagrodę, złoty mikrofon Radia Zet, odebrał wokalista zespołu Igor Herbut.
Na zakończenie trasy koncertowej zaprezentowano spot promocyjny do szóstej edycji The Voice of Poland. Gościem specjalnym była jedna z jurorek, Maria Sadowska, która wykonała utwór „Life Is a Beat”. Wokalistkę wspierały wokalnie uczestniczki czwartej edycji programu talent show The Voice: Aleksandra Węglewicz oraz Marta Dryll.
Kamil Nosel wykonał skok do basenu w piłce wodnej, będący zadaniem do wykonania w zamian za zgromadzenie ponad 250 000 lajków na profilu facebookowym trasy.

### Wykonania konkursowe
| Lp. | Artysta                                              | Piosenka                                                     | Źródło |
| --- | ---------------------------------------------------- | ------------------------------------------------------------ | ------ |
| 1.  | Ewelina Lisowska                                     | „W stronę słońca” / „Zatrzymaj się”                          | [ 38 ] |
| 2.  | Lady Pank                                            | „Marchewkowe pole”                                           | [ 38 ] |
| 3.  | Lady Pank                                            | „Kryzysowa narzeczona”                                       | [ 38 ] |
| 4.  | LemON                                                | „Scarlett”                                                   | [ 38 ] |
| 5.  | Blue Café                                            | „Hallelujah” (cover Leonarda Cohena) / „Do nieba, do piekła” | [ 38 ] |
| 6.  | Halina Mlynkova                                      | „Czerwone korale”                                            | [ 38 ] |
| 7.  | Halina Mlynkova                                      | „Zabiorę Cię”                                                | [ 38 ] |
| 8.  | Margaret                                             | „Thank You Very Much”                                        | [ 38 ] |
| 9.  | Margaret                                             | „Heartbeat”                                                  | [ 38 ] |
| 10. | Marta Podulka                                        | „Nieodkryty ląd”                                             | [ 10 ] |
| 11. | Ewa Farna                                            | „Cicho”                                                      | [ 10 ] |
| 12. | Ewa Farna                                            | „Ewakuacja”                                                  | [ 10 ] |
| 13. | Blue Café                                            | „To Ty” / „Zapamiętaj”                                       | [ 10 ] |
| 14. | Patrycja Markowska                                   | „NaNaNa (wszystko gra)”                                      | [ 10 ] |
| 15. | Patrycja Markowska                                   | „Wielokropek”                                                | [ 10 ] |
| 16. | LemON                                                | „Spójrz”                                                     | [ 10 ] |
| 17. | Najlepszy Przekaz w Mieście i Aleksandra Andrukajtis | „Zawsze do celu”                                             | [ 10 ] |